# Indigofera atropurpurea
Indigofera atropurpurea là một loài thực vật có hoa trong họ Đậu. Loài này được Hornem. miêu tả khoa học đầu tiên.

## Hình ảnh

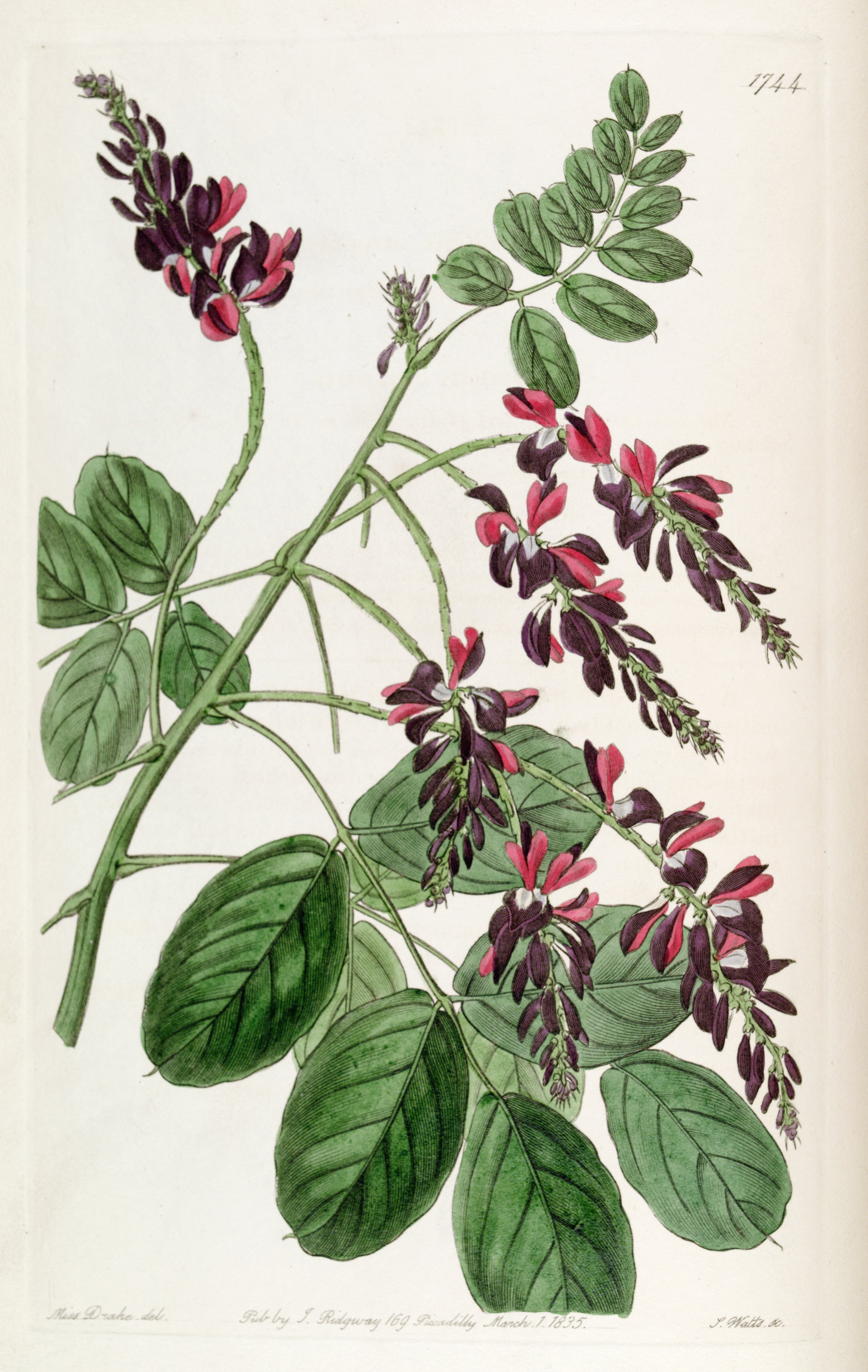